# Arteria-Poplitea-Kompressionssyndrom
Das Arteria-Poplitea-Kompressionssyndrom (englisch popliteal artery entrapment syndrome (PAES)) genannt, ist eine Durchblutungsstörung des Unterschenkels, die auf einer Schädigung der Kniekehlenarterie (Arteria poplitea) beruht.
Ursache dafür sind Variationen im Verlauf der Muskelansätze oder der Gefäße. Bei Belastungen kommt es dadurch zur Abquetschung (Kompression) der A. poplitea und zur Schädigung der Arterienwand, die wiederum zu Thrombosen und weiteren Gefäßeinengungen bis hin zu Gefäßverschlüssen führen kann. Am Unterschenkel treten Zeichen einer Durchblutungsstörung wie bei der arteriellen Verschlusskrankheit auf.
Das Beschwerdebild umfasst unter anderem Schmerzen im Unterschenkel bei Belastung sowie Kälte und Blässe des Unterschenkels.
Die Erkrankung tritt vorwiegend bei jüngeren Patienten auf und kommt oft beidseitig vor. Sie ist unter Ruhebedingungen schwer zu erkennen, da dann der Puls in den Knöchelarterien normal sein kann. Zur Diagnose ist eine Duplexsonographie oder eine Magnetresonanztomographie der Kniekehle mit Belastung (Beugung und Streckung des Fußes im Sprunggelenk gegen Widerstand) erforderlich.
Klinischer Test: Bei Plantarflexion des Fußes des betroffenen Beines verschwindet das cw-Dopplersignal der Arteria tibialis posterior (aber auch bei 50 % der „Gesunden“ positiv). Diagnosesicherung: digitale Subtraktionsangiographie unter Provokation.
Die Therapie erfolgt durch Operation.